# ANSWER (コブクロのアルバム)
『ANSWER』（アンサー）は、2000年12月19日に発売された、コブクロの3枚目のインディーズでのミニアルバムである。

## 概要
コブクロとして3作目で、今作が最後のインディーズのアルバムである。
現在シングル（CP）化されている「遠まわり」、およびオリジナルアルバム収録曲の「光」、「神風」、「Moon Light Party!!」が収録されている。
なお、コブクロには、「ANSWER」という楽曲が存在するが、本アルバムには収録されておらず、メジャーでの1枚目のアルバム『Roadmade』に収録されている。

## 収録曲
| #         | タイトル               | 作詞・作曲 | 時間  |
| --------- | ---------------------- | ---------- | ----- |
| 1.        | 「遠まわり」           | 小渕健太郎 | 5:01  |
| 2.        | 「光」                 | 小渕健太郎 | 5:27  |
| 3.        | 「心に笑みを」         | 黒田俊介   | 4:55  |
| 4.        | 「坂道」               | 小渕健太郎 | 6:12  |
| 5.        | 「神風」               | 小渕健太郎 | 4:10  |
| 6.        | 「そばにいれるなら」   | 小渕健太郎 | 6:53  |
| 7.        | 「Moon Light Party!!」 | 小渕健太郎 | 4:00  |
| 合計時間: | 合計時間:              | 合計時間:  | 36:38 |

## 楽曲解説
1. 遠まわり
2ndシングル『轍-わだち-』のカップリング曲。
2. 光
2ndアルバム『grapefruits』収録曲。
本作はメジャーで収録されるものと歌詞が若干異なる。
3. 心に笑みを
4. 坂道
小渕曰く、歌詞に出てくる坂道は宮崎市の「一の宮南」交差点の側にある坂道を指している。
5. 神風
7thアルバム『CALLING』収録曲。
歌詞カードのタイトルは『神風〜カミカゼ〜』と記載されている。
6. そばにいれるなら
2012年発売『FAN'S MADE BEST』収録曲。
歌詞カードのタイトルは『そばにいれるなら•••』と記載されている。
7. Moon Light Party!!
11thアルバム『QUARTER CENTURY』収録曲。
歌詞カードのタイトルは『Moon Light Party』と記載されている。

## ライブ映像・音源作品
| 曲名               | 発売年 | 規格        | 作品名                                               | 収録日         |
| ------------------ | ------ | ----------- | ---------------------------------------------------- | -------------- |
| 遠まわり           |        |             | →「 遠まわり#ライブ映像・音源作品 」を参照           |                |
| 光                 |        |             | →「 光#ライブ映像・音源作品 」を参照                 |                |
| 心に笑みを         | 2000年 | VHS         | I'm Making Progress                                  | 2000年5月21日  |
| 心に笑みを         | 2001年 | VHS         | ANSWER                                               | 2000年12月19日 |
| 心に笑みを         | 2018年 | DVD/Blu-ray | KOBUKUROAD3 〜KOBUKURO FAN FESTA 2017〜              | 2017年3月18日  |
| 坂道               | 2001年 | VHS         | ANSWER                                               | 2000年12月19日 |
| 坂道               | 2025年 | DVD         | THIS IS MY HOMETOWN (ファンサイト会員限定盤DVD)      | 1999年11月12日 |
| 神風               |        |             | →「 神風#ライブ映像・音源作品 」を参照               |                |
| そばにいれるなら   |        |             | →「 そばにいれるなら••#ライブ映像・音源作品 」を参照 |                |
| Moon Light Party!! |        |             | →「 Moon Light Party!!#ライブ映像・音源作品 」を参照 |                |